# Yuberjen Martínez
Yuberjen Herney Martínez Rivas (* 1. November 1991 in Turbo, Kolumbien) ist ein kolumbianischer Boxer im Halbfliegengewicht.

## Erfolge
Martínez ist Bronzemedaillengewinner der Panamerikameisterschaften 2013 in Chile und Silbermedaillengewinner der Zentralamerika- und Karibikspiele 2014 in Mexiko. Im März 2016 gewann er die amerikanische Olympiaqualifikation in Argentinien, wobei er Todd Napper aus Kanada, Carlos Quipo aus Ecuador, Victor Santillan aus der Dominikanischen Republik und Nico Hernández aus den USA besiegen konnte. Er qualifizierte sich somit für die Olympischen Sommerspiele 2016 in Brasilien.
Bei den Olympischen Spielen besiegte er in der Vorrunde den brasilianischen Heimfavoriten Patrick Lourenço (3:0), im Achtelfinale den philippinischen WM-Dritten Rogen Ladon (3:0), im Viertelfinale den spanischen Außenseiter Samuel Carmona (2:1) und im Halbfinale den amtierenden Weltmeister aus Kuba Joahnys Argilagos (2:1). Er stand somit als erster kolumbianischer Boxer der Sportgeschichte in einem olympischen Finale, welches er gegen den Usbeken Hasanboy Doʻsmatov verlor (0:3).
Bei den Panamerikameisterschaften 2017 in Honduras gewann er die Goldmedaille. Er war damit für die Weltmeisterschaften 2017 in Hamburg qualifiziert, wo er gegen Galal Yafai (5:0) und Gankhuyagiin Gan-Erdene (5:0) ins Halbfinale einzog und dort gegen Hasanboy Doʻsmatov mit einer Bronzemedaille ausschied (0:5).
2018 gewann er die Südamerikaspiele in Bolivien und die Zentralamerika- und Karibikspiele in Kolumbien. Er besiegte dabei Isaac Herrera, Brian Fernandez, Leandro Blanc, Oscar Collazo, Yoali Mejía und Mario Lavegal. Bei den Panamerikanischen Spielen 2019 in Peru gewann er die Silbermedaille und nahm auch an den Weltmeisterschaften 2019 in Jekaterinburg teil, wo er vor dem Erreichen der Medaillenränge gegen Säken Bibossynow ausschied.
Er nahm an den 2021 in Tokio ausgetragenen Olympischen Spielen teil, wo er Mohamed Otukile und Amit Panghal besiegen konnte, ehe er im Viertelfinale gegen Ryōmei Tanaka ausschied. Während der Eröffnungsfeier war er, gemeinsam mit der Leichtathletin Caterine Ibargüen, der Fahnenträger seiner Nation.
Bei den Weltmeisterschaften 2021 in Belgrad unterlag er im Viertelfinale erneut gegen Säken Bibossynow.